# سيكولوجية التعذيب
تشير سيكولوجية التعذيب إلى العمليات النفسية التي تندرج تحتها جميع مظاهر التعذيب، بما في ذلك العلاقة بين الجاني والضحية، الآثار الفورية وطويلة الأجل، والمؤسسات السياسية والاجتماعية كلها تؤثر في استخداماته. إن التعذيب بحد ذاته هو  استخدام الألم الجسدي أو النفسي للسيطرة على الضحية أو لتلبية بعض احتياجات الجاني.
إن آثار التعذيب على الضحية والجاني من المرجح أن تتأثر بعدة عوامل. لذلك  من غير المحتمل أن يكون ايجاد فئات تشخيصية للأعراض والسلوك قابلاً للتطبيق في بلدان لها معتقدات ووجهات نظر شخصية أو سياسية أو دينية مختلفة جداً. هناك دائمًا سؤال حول تطبيق الفئات التشخيصية وتوصيفات الأعراض أو السلوكيات التي تطورت في المجتمعات الغربية على أشخاص من البلدان النامية ذوي معتقدات ووجهات نظر شخصية أو سياسية أو دينية مختلفة للغاية.
إن واحد من أكثر الاختلافات الثقافية الملحوظة  الذي يمكن أن يحدث بين المجتمعات الفردية حيث يكون إدراك الأهداف الشخصية يحتل أولوية على حساب احتياجات الأقارب والتوقعات المجتمعية ، والمجتمعات الجماعية التي تكون فيها احتياجات الأسرة والأدوار المحددة لها الأسبقية على التفضيلات الشخصية. هناك اختلاف واضح آخر وهو الإيمان بحياة لاحقة  (حياة ما بعد الحياة) تُكافأ فيها عن المعاناة في هذه الحياة ، وقد ظهر ذلك في بعض الدراسات المتعلقة بالناجين من التعذيب في جنوب شرق آسيا.

## كيف تؤثر المعتقدات العامة على استخدام التعذيب
قد تؤثر القصص الخيالية والأفلام والبرامج التلفزيونية على معتقدات الناس فيما يتعلق بفعالية التعذيب كوسيلة سريعة للحصول على معلومات منقذة للحياة. الأشخاص الذين يعتقدون أن التعذيب هو وسيلة فعالة للاستجواب ، هم داعمين أكثر لاستخدام التعذيب وأساليب الاستجواب المحسنة من أولئك الذين لا يعتقدون أنه يوفر معلومات دقيقة. بالإضافة إلى ذلك ، فإن المعلومات التي يتم الحصول عليها عن طريق التعذيب يُنظر إليها أيضًا على أنها أكثر قيمة من قبل الأشخاص الذين يدعمون استخدام التعذيب أكثر من المعلومات نفسها التي يتم الحصول عليها من خلال وسائل الاستجواب غير المسيئة. تشير هذه النتائج إلى أن تأكيد التحيز (يميل التصور إلى أن ما يعتقده الشخص مسبقاً) يؤثر على دعم التعذيب ويتأثر بالعديد من المصادر المتاحة تجارياً من الأمثلة الخيالية.